# Ємилівська сільська рада (Володарсько-Волинський район)
Ємилівська сільська рада (Емелівська сільська рада) — колишня адміністративно-територіальна одиниця та орган місцевого самоврядування у Фасівському, Потіївському, Черняхівському і Володарсько-Волинському районах Коростенської й Волинської округ, Київської та Житомирської областей Української РСР з адміністративним центром у селі Ємилівка.

## Населені пункти
Сільській раді на час ліквідації були підпорядковані населені пункти:
- с. Губенка
- с. Гута-Добринь
- с. Добринь
- с. Ємилівка

## Населення
Кількість населення ради, станом на 1923 рік, становила 1 543 особи, кількість дворів — 250.

## Історія та адміністративний устрій
Створена 1923 року в складі сіл Добринська Гута (згодом — Гута-Добринь), Копельня, колоній Батютин, Добринська Гута, Емелівка (згодом — Ємилівка), Фасівської волості Житомирського повіту Волинської губернії. 7 березня 1923 року увійшла до складу новоствореного Фасівського району Коростенської округи.
12 січня 1924 року до складу ради включено кол. Томашівка Ісаківської сільської ради Фасівського району. 23 вересня 1925 року, відповідно до постанови ВУЦВК та РНК УСРР «Про зміни в адміністративно-територіальному поділі Житомирської та Коростенської округ», сільську раду передано до складу Потіївського району Волинської округи. Станом на 1 жовтня 1941 року колонії Батютин та Добринська не перебувають на обліку населених пунктів. У 1946 році с. Томашівка передане до складу Кам'янобрідської сільської ради Володарсько-Волинського району.
Станом на 1 вересня 1946 року сільська рада входила до складу Потіївського району Житомирської області, на обліку в раді перебували села Гуто-Добринь, Ємилівка та Копельня.
11 серпня 1954 року, відповідно до указу Президії Верховної ради УРСР «Про укрупнення сільських рад по Житомирській області», до складу ради включено села Губенка та Добринь ліквідованої Добринської сільської ради Потіївського району Житомирської області. 21 січня 1959 року, відповідно до рішення Житомирського облвиконкому № 36 «Про виконання Указу Президії Верховної Ради Української РСР від 21 січня 1959 року про ліквідацію Базарського і Потіївського районів Житомирської області», сільська рада увійшла до складу Володарсько-Волинського району. 29 червня 1960 року, відповідно до рішення Житомирського облвиконкому № 683 «Про об'єднання деяких населених пунктів в районах області», с. Копельня приєднане до с. Ємилівка.
30 грудня 1962 року, відповідно до указу Президії Верховної ради Української РСР «Про укрупнення сільських районів Української РСР», сільська рада увійшла до складу Черняхівського району. 8 грудня 1966 року, відповідно до указу Президії Верховної ради УРСР, сільська рада увійшла до складу відновленого Володарсько-Волинського району Житомирської області.
13 січня 1969 року, відповідно до рішення Житомирського ОВК № 16 «Про зміни в адміністративному підпорядкуванні деяких населених пунктів області», адміністративний центр перенесено до с. Добринь з перейменуванням ради на Добринську.